# Maszewo (gemeente in powiat Goleniowski)
De gemeente Maszewo is een stad- en landgemeente in powiat Goleniowski. Aangrenzende gemeenten:
- Goleniów, Osina en Nowogard (powiat Goleniowski)
- Dobra (powiat Łobez)
- Chociwel, Stara Dąbrowa en Stargard Szczeciński (powiat Stargardzki)

Zetel van de gemeente is in de stad Maszewo.
De gemeente beslaat 13,0% van de totale oppervlakte van de powiat.

## Demografie
Stand op 30 juni 2004:
| Omschrijving                   | Totaal | Totaal | Vrouwen | Vrouwen | Mannen | Mannen |
| ------------------------------ | ------ | ------ | ------- | ------- | ------ | ------ |
| eenheid                        | aantal | %      | aantal  | %       | aantal | %      |
| inwoners                       | 8286   | 100    | 4186    | 50,5    | 4100   | 49,5   |
| bevolkingsdichtheid (inw./km²) | 39,4   | 39,4   | 19,9    | 19,9    | 19,5   | 19,5   |

De gemeente heeft 10,6% van het aantal inwoners van de powiat. In 2002 bedroeg het gemiddelde inkomen per inwoner 1365,32 zł.

## Plaatsen
- Maszewo (Duits Massow, stad sinds 1278)

Administratieve plaatsen (sołectwo) van de gemeente Maszewo:
- Bagna, Bielice, Budzieszowce, Darż, Dąbrowica, Dębice, Dobrosławiec, Godowo, Jarosławki, Jenikowo, Korytowo, Maciejewo, Maszewko, Mieszkowo, Mokre, Nastazin, Pogrzymie, Przemocze, Radzanek, Rożnowo, Sokolniki, Tarnowo, Wisławie en Zagórce.

Zonder de status sołectwo : Bęczno, Kłodniki, Leszczynka, Stodólska, Swojcino, Wałkno.